# Incendio de la torre de Kaohsiung de 2021
El incendio de la torre de Kaohsiung se produjo en las primeras horas de la madrugada del 14 de octubre de 2021, alrededor de las 03:00 NST (UTC+8), en un edificio de trece pisos en el distrito Yancheng de Kaohsiung en el suroeste de Taiwán. Al menos 46 personas murieron y otras 41 resultaron heridas. El fuego se extinguió después de aproximadamente cuatro horas y media. La causa del incendio está bajo investigación, aunque las pilas de escombros que quedaron alrededor del edificio pudieron haber complicado los rescates y ayudaron a alimentar el fuego.
Ha sido el incendio más mortífero que se haya producido en la ciudad y el incendio de un edificio más mortífero en Taiwán desde 1995, cuando un bar de karaoke en Taichung, en el centro de Taiwán, se incendió y mató a 67 personas.

## Contexto
El edificio Chengzhongcheng es un edificio comercial y residencial de 13 pisos, uno de los muchos edificios de apartamentos en el distrito de Yancheng, una zona antigua de Kaohsiung. El alcalde Chen Chi-mai declaró que el edificio había albergado anteriormente un cine, así como restaurantes y salones de karaoke, pero estaba parcialmente abandonado en el momento del incendio. Los funcionarios también declararon que el edificio tenía 40 años y que algunas tiendas estaban ubicadas en los niveles inferiores. No estaban en uso dos plantas subterráneas, de la primera a la quinta.
Aproximadamente, había 120 apartamentos entre el séptimo y el undécimo piso. El jefe de bomberos Lee Ching-hsiu declaró que la mayoría de los residentes eran ancianos y sufrían de enfermedades físicas o demencia. Los apartamentos eran tan pequeños, llegando hasta los 13 metros cuadrados, y muchos residentes vivían solos.
La torre había sufrido otro incendio en 1999. Ese incendio anterior había ocurrido de día, y los bomberos pudieron rescatar a 28 personas que quedaron atrapadas en el edificio, sin que se produjeran muertes. 
Los lugareños llamaron a la torre "el edificio fantasma número uno de Kaohsiung". Los extintores de incendios solo se habían instalado el mes anterior, con solo tres por piso debido a la falta de fondos.

## Incendio

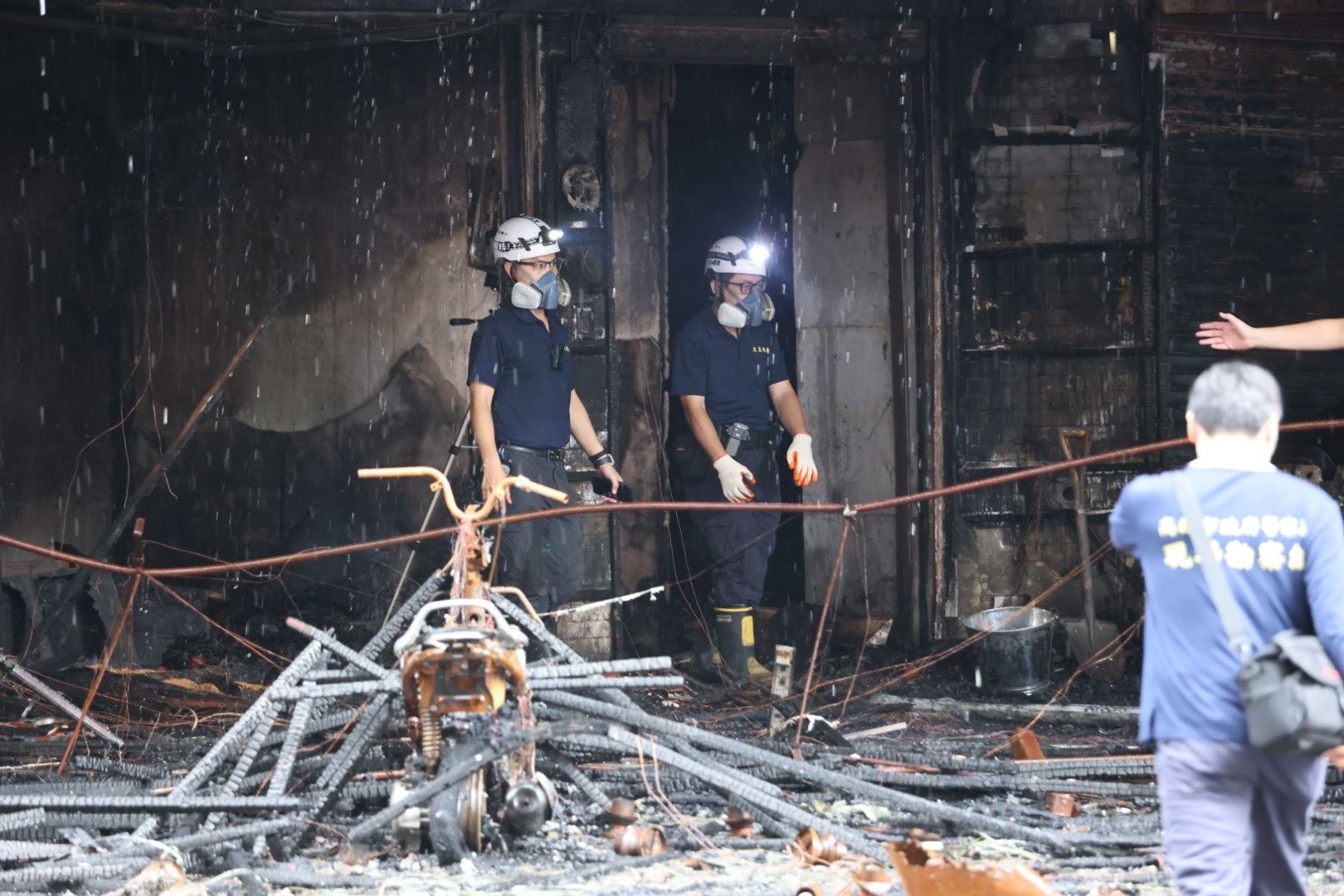
Bomberos de la ciudad en el edificio.

El departamento de bomberos de la ciudad declaró que se tuvo noticias del incendio por primera vez a las 02:54 (UTC+8). Las autoridades creen que el incendio se inició en la planta baja del edificio en una tienda de té. Una superviviente dijo que abrió la puerta y vio humo negro por todas partes, y otros residentes dijeron que oyeron un fuerte golpe similar a una explosión antes del incendio. 
Unos 159 bomberos respondieron al incendio con 75 vehículos de bomberos. El jefe Lee declaró que, debido a que los pisos inferiores tenían techos altos y un frente de vidrio, el fuego se avivó rápidamente, llegando, finalmente, al sexto piso y llenando de humo los pisos superiores. Al mediodía, al menos 62 personas habían sido evacuadas del edificio, de entre 8 y 83 años. Lee informó que el fuego se había extinguido a las 07:17 (Hora Estándar de Taiwán).
Si bien la causa del incendio no se informó de inmediato, la gran cantidad de escombros y el desorden ayudaron a extender el fuego y aumentar su intensidad. Esas características también frenaron los esfuerzos de búsqueda, rescate y evacuación, ya que muchos puntos de acceso estaban bloqueados. Horas después del incendio, todavía se podía ver humo y oír el eco de cristales rotos alrededor del edificio.

## Consecuencias
Un total de 46 personas murieron y otras 41 resultaron heridas. El departamento de bomberos señaló que la edad promedio de los fallecidos era de 62 años.
Inicialmente, las autoridades reportaron la muerte de solo siete personas, pero el número aumentó a lo largo de la noche. Treinta y dos personas fueron declaradas fallecidas en el lugar del incendio y enviadas directamente a la morgue, y otras catorce fueron enviadas al hospital sin signos de vida para ser declaradas muertas en el hospital.
Según el jefe Lee, se espera que aumente el número de víctimas, ya que se cree que algunas de ellas seguían atrapadas entre el séptimo y el undécimo pisos. Lee también señaló que la mayoría de las víctimas fueron causadas por la inhalación de humo, y agregó que una de las razones por las que el recuento de víctimas era tan alto era porque el incendio ocurrió durante las primeras horas de la madrugada, mientras la gente aún dormía.

## Repercusión

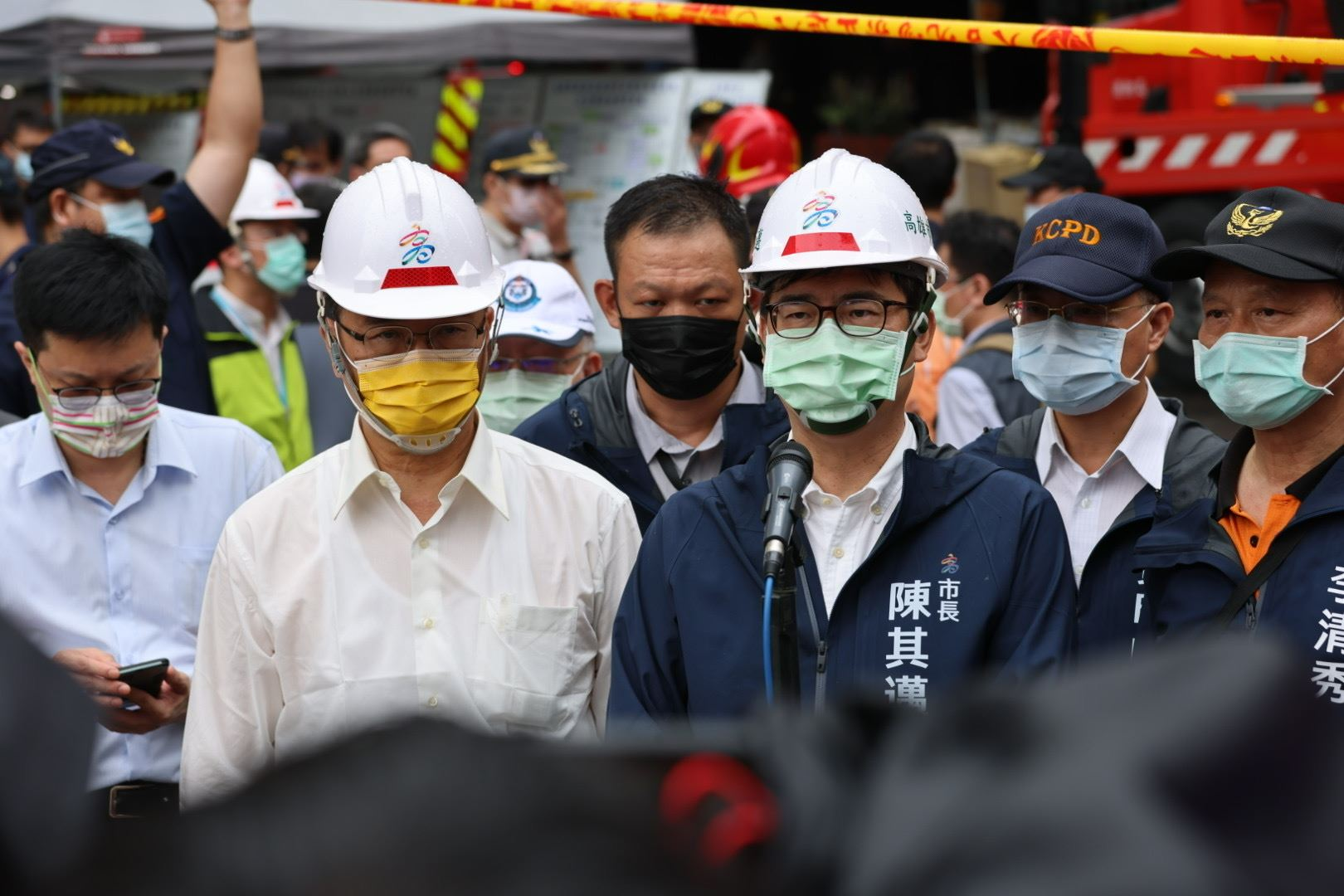
El alcalde Chen Chi-mai en la escena.

La presidenta Tsai Ing-wen pidió a las autoridades que ayuden a reubicar a los afectados. Las autoridades también han ordenado una investigación para determinar la causa del incendio y no han descartado la posibilidad de un incendio provocado. La policía ha citado a cuatro testigos para la investigación. Concejales de la ciudad de Kaohsiung pidieron que se mejore la seguridad contra incendios en toda la ciudad, incluidas las investigaciones de edificios antiguos, la modificación de las normas de seguridad y las mejoras de equipos e infraestructura.